# Lvíček zlatý
Lvíček zlatý či lvíček malý (Leontopithecus rosalia) je malá opice z čeledi kosmanovitých (Callithrichidae), která obývá jen malé území jihovýchodní Brazílie (Mata Atlântica). Tento malý primát odolával již celá desetiletí průběžnému a tvrdému pronásledování, lovu, ale hlavně vybíjení jeho přirozeného životního prostředí, které není ani dnes ustáleno. To je důležitý důvod pro zapsání tohoto druhu do tzv. Červeného seznamu IUCN do kategorie „ohrožených druhů“. I přesto se v některých knižních zdrojích udává jako „kriticky ohrožený druh“, jelikož se odhaduje, že ve volné přírodě žije už přibližně jen 1000 a v zajetí 500 jedinců.
Lvíček zlatý má ještě tři pokrevní příbuzné (lvíček zlatohlavý, lvíček černý, lvíček černolící), ale právě lvíček zlatý je patrně nejznámější druh.

## Synonyma
- Leontideus rosalia
- lvíček malý
- lvíček velký

## Popis

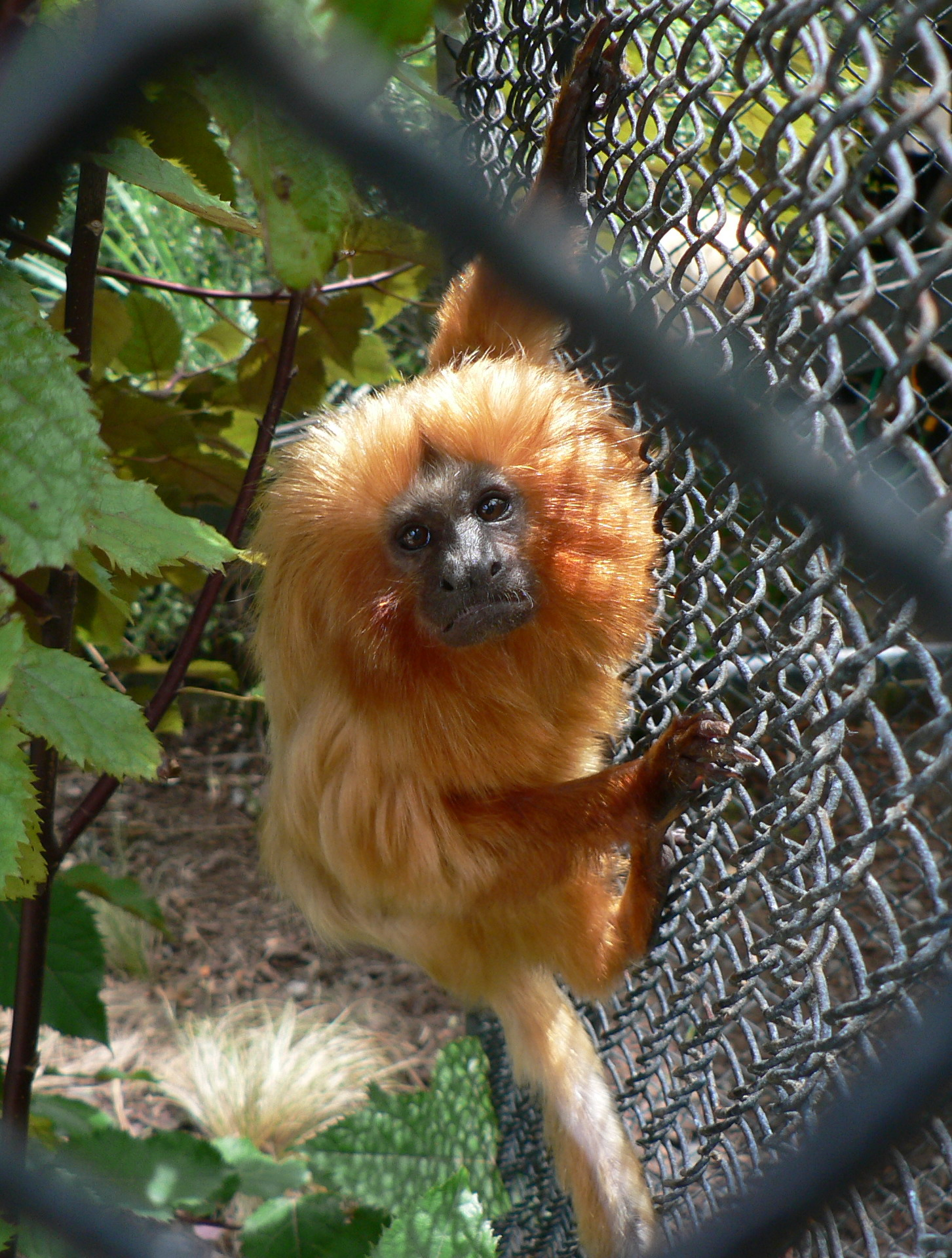
Lvíček zlatý v Zoo Wellington.

Pro lvíčka zlatého je nejtypičtější jeho zlatá a zlatohnědá srst, podle které dostala tato opička i svůj název. Jeho chlupy na tvářích jsou delší a tmavší a tvoří hřívu na vrcholu hlavy, lících a hrdle, což se stává pro lvíčka zlatého dalším charakteristickým znamením. V této husté srsti se ztrácejí i ušní boltce. I přesto, že má štíhlé nohy, má i dlouhé drápy, které jsou schopny zdatně škrábnout, a které se stávají nedocenitelnou pomůckou při jeho stromovém životě. Ačkoli je jeho ocas poměrně dlouhý, není chápavý. Výjimku ve zbarvení představují jenom konce jeho tlapek, obličej a občas i ocas, které mají barvu černou.
Jeho tělo měří na délku circa 335 milimetrů (13,2 cm, ale obvyklejší je 19–22 cm) a jeho ocas dorůstá 400 milimetrů (může dosáhnout i 36 cm, ale obvyklejší je 26–34 cm). Samci dosahují hmotnosti jen kolem 700 gramů v přírodě, ačkoli v zajetí dosahují i vyšší váhy. Těhotná samice může vážit nad 790 g, ale u netěhotné samice se hmotnost obvykleji pohybuje kolem 550 g.

## Stanoviště
Většina divokých populací žije na území biologické rezervace Poço das Antas, v chráněné oblasti v bažinatých lesích ve městě Rio de Janeiro. To je důležité území určené pro lvíčky zlaté, jen 2 % tohoto území představuje původní území rozšíření lvíčků. Mimoto, jeho existující lokalita má zničené životní podmínky a zemědělství; to má postupně za následek izolaci populací a plemenění zvířat mezi sebou, což postupně vede pravděpodobně k vyhynutí.

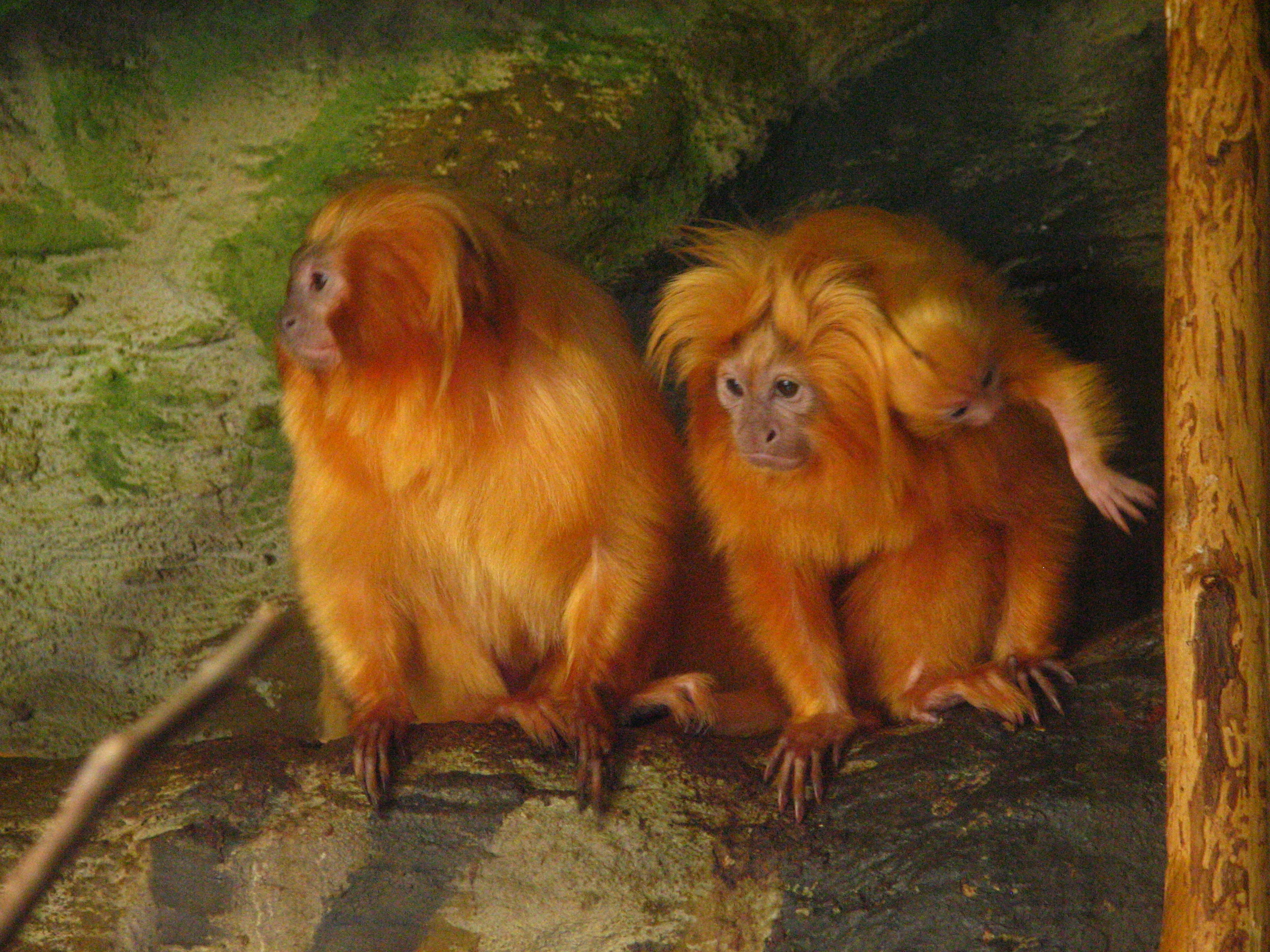
Dvojice lvíčků zlatých s mládětem v ZOO Dvůr Králové

Početnost lvíčků zlatých poskytuje i baldachýn a nemálo ji komplikuje i narůstající početnost už tak četných predátorů. Jeho hlavními predátory jsou dravci, velké kočky a hadi. Baldachýn také poskytuje důležitý zdroj o potravě lvíčka; malý lvíček spoléhá na dešťovou vodu a na dostatek hmyzu u vodních nádrží, na různé plody a jiná menší zvířata obývající kůru na stromech.

## Chování a rozmnožování
Lvíček zlatý je velice mrštné zvíře, které se dokáže až neuvěřitelnou rychlostí pohybovat po stromech, kde hledá především masnou potravu jako hmyz, ještěrky, malé ptáky a jejich vejce, ale také různé ovoce. Aktivní je jak ve dne, tak v noci. Nikdy nežije samotářsky, vždy minimálně v párech, ale nejčastěji v malých skupinkách, které vydávají bohatou škálu nejrůznějších zvuků. Jsou to velice inteligentní zvířata, která dokáží před nebezpečím velice rychle uprchnout. Ačkoli žijí ve skupinách, může být jedna skupina rozprostřena i na několik desítek metrů a pokud se objeví nebezpečí a strážní opice vydá poplašný zvuk, lvíčci zmizí hluboko v korunách stromů.
Samice rodí nejčastěji jedno nebo dvě, velice vzácně i tři mláďata po 123 až 132 dnech březosti. Matce pomáhá i samec, kterému je samice jen občas půjčuje a to pod přísným dohledem. Nejprve je několik týdnů kojí, poté jim začne pomalu dávat i pevnou potravu (nejčastěji hmyz), kterou pečlivě rozmačká ve svých prstech.

## Lvíček zlatý v českých zoo
V České republice se lvíček zlatý chová v těchto zoologických zahradách:
- ZOO Jihlava ()
- ZOO Olomouc ( Archivováno 13. 12. 2007 na Wayback Machine.)
- ZOO Ústí nad Labem ()
- ZOO Plzeň ()